# 中野ジョジョ
中野 ジョジョ（なかの じょじょ）は、カナダ、ケベック州出身の日本のタレント。TWIN PLANET ENTERTAINMENT所属。

## 概要
- 元カナダ中央銀行職員のコスプレイヤー。
- 現在は某大手IT企業でアプリのデザイナー。
- 自身で作詞作曲を手がけている。

## 人物
- 趣味は筋トレ、歌、ダンス、アニメ、ゲーム、日本語の勉強、作詞、音楽鑑賞、家でダラダラすること。
- 特技は英語、フランス語、日本語の三ヶ国語を喋れること、ダンス、歌、音楽、料理

## 出演

### テレビ
- 『NEWSな2人〜今夜はコスプレイヤーたちが叫ぶ！〜』（2017年、TBSテレビ） - 出演
- 『NHKスペシャル ヒューマン なぜ人間になれたのか』（2012年、NHK） - 出演
- 『所さんのニッポンの出番!』（2013年、TBSテレビ） - 出演
- 『とんねるずのみなさんのおかげでした』（2017年、フジテレビ） - 出演
- 『ニッポン戦後サブカルチャー史』（2014年、NHK） - 出演
- 『ウエディングステージ』（2015年、TBSテレビ） - 出演
- 『27時間テレビ』（2015年、フジテレビ） - 出演
- 『Nスタ』（2015年、TBSテレビ） - 出演
- 『ボイメン・ザ・輪〜ルドin世界コスプレサミット』]（2015年、TOKYO MX） - 出演
- 『ミュージックステーション』（2015年、テレビ朝日） - 出演
- 『お笑いの勇者』（2016年、フジテレビ） - 出演
- 『有吉反省会』（2017年、日本テレビ） - 出演
- 『ウチのガヤがすみません!芸人ＶＳ○○の超本気対決ＳＰ！』（2018年、日本テレビ） - 出演

### WEBテレビ
- 『ファイナルファンタジー Brave Exvius公式チャンネル』 （2017年、YouTube） - 出演
- 『ニコ動のキャラべろ MAHARAJA』（2015年、ニコニコ動画） - 出演
- 『おかしなワルドリサーチ：マッチョ＆キッズ』（2016年、ニコニコ動画） - 出演
- 『GODENGINE- LINELIVE』生放送（2016年、LINE LIVE） - 出演
- 『原宿アベニュー』（2016年、AbemaTV） - 出演

### CM
- IKEA Sultan CM- （2010年） - 出演
- KIRIN ビールCM - （2010年） - 出演

### MODEL
- Vantan College Fashion Collection 2015 （2015年）- 出演
- 東京ボーイズコレクション（2014年）- 出演

### PV
- 湘南乃風 「Han-Kun don’t give up yourself」（2011年） - 出演
- トップダンディー新店Reizend PV（2015年） - 出演

### MV
- あっこゴリラ「黄熱病 -YELLOW FEVER- × STUTS」MV- 出演
- Rayji 「The hill where I can see the sun」- 出演 (2022年8月25日)

### 雑誌
- 日刊サイゾー インタビュー（2015年）

### 音楽
ジャンル：ポプス、フチャーベース、エレクトロ、超能力系・エスパー系 (中野ジョジョさんのオリジナルジャンル)
| リリース       | タイトル                                              | 作曲 | 歌詞                             | 編曲 |
| -------------- | ----------------------------------------------------- | --- | -------------------------------- | --- |
| 2017年1月30日  | Fairytales                                            | Kenji-B | Kenji-B, KASSYKASSY              | |
| 2017年3月28日  | Fairytales Acoustic - KOOL EDITION -                  | Kenji-B, Nataniel | Kenji-B, KASSYKASSY              | Nataniel |
| 2017年5月6日   | Goodbye                                               | レタスP | レタスP, 中野ジョジョ            | レタスP |
| 2017年8月30日  | Bittersweet ft.くいしんぼあかちゃん                   | Yunomi, 中野ジョジョ | 中野ジョジョ, KASSYKASSY, Yunomi | Yunomi |
| 2017年12月1日  | Bittersweet (feat. Kuishinboakachan) w/ Nakarin Remix | Yunomi, 中野ジョジョ, Nakarin | 中野ジョジョ, KASSYKASSY, Yunomi | Nakarin |
| 2018年1月14日  | 鏡 (Kagami)                                           | Toccoyaki, 中野ジョジョ | 中野ジョジョ                     | |
| 2018年3月19日  | Bittersweet アコスティック ft.くいしんぼあかちゃん    | Yunomi, 中野ジョジョ, Nathaniel | 中野ジョジョ, KASSYKASSY         | Nathanel |
| 2018年4月7日   | 超能力者だけど未来なんて読めない                      | Toccoyaki, 中野ジョジョ | 中野ジョジョ                     | |
| 2018年5月28日  | 月人(Tsukijin)                                        | rai., 中野ジョジョ | 中野ジョジョ                     | |
| 2018年7月14日  | パララララ                                            | 中野ジョジョ | 中野ジョジョ                     | Tsuta |
| 2019年5月31日  | ハニージンジャー ft.くいしんぼあかちゃん+あずき       | Yunomi, 中野ジョジョ | 中野ジョジョ                     | |
| 2019年5月31日  | パニラ                                                | Farhan Sarasin, 中野ジョジョ | 中野ジョジョ                     | |
| 2019年10月21日 | トマトスープ                                          | ボンジュール鈴木, 中野ジョジョ | 中野ジョジョ                     | |
| 2019年12月2日  | GroovyGroove                                          | 中野ジョジョ |                                  | 中野ジョジョ |
| 2020年6月12日  | Matcha Love (feat. Arigato Yuina)                     | Zakku, 中野ジョジョ | Arigato Yuina, 中野ジョジョ      | |
| 2021年2月1日   | ピアノコレクションズ・中野ジョジョ・ベスト            | 中野ジョジョ, Yunomi, Farhan Sarasin, Tsuta, zzz - Anime on Piano, Ben Playing - Anime on Piano, プラナオ・プラス・サウンド・スタジオ |                                  | Farhan Sarasin, Tsuta, zzz - Anime on Piano, Ben Playing - Anime on Piano, プラナオ・プラス・サウンド・スタジオ |
| 2021年5月5日   | Kakigori                                              | Gpoint, 中野ジョジョ | 中野ジョジョ, Tolao              | |
| 2021年5月5日   | Icecream                                              | 中野ジョジョ | 中野ジョジョ, Tolao              | Tsuta |

### ゲーム
- iOS/Androidゲーム Noxygames Lanota 楽曲提供 「Vanilla」「Bittersweet ft. くいしんぼあかちゃん」
- iOS/Androidゲーム Studio Quare, Wonder Parade 楽曲提供 「Vanilla」
- 音楽ゲーム osu! 追加コンテンツ (ビートマップ)「Bittersweet ft. くいしんぼあかちゃん with Nakarin」
- 音楽ゲーム osu! 追加コンテンツ (ビートマップ)「ハニージンジャー ft. くいしんぼあかちゃん + あずき」

### イベント
- 痛ナスフェスティバル2017in那須ハイランドパーク MC - ゲスト出演
- 東京ゲームショウ 2015 - 2016 バンダイナムコ メインステージ - 出演
- 埼玉スーパーアリーナ クールジャパン - 出演
- 109メンズハロウィーンパーティーin渋谷 - 出演
- ACDC Rag Vol2- 出演
- ニコニコ超会議『YOUは何しに日本へ?』出張イベント！ - 出演
- コミックマーケット91「I.O.E.A.ブース」- ゲスト出演